# Rånmord
Rånmord är en typ av brott, vanligen ett rån som efterföljs av att gärningsmannen mördar brottsoffret av olika skäl. Juridiskt sett vid rånmord kan det i Sverige föreligga brottskonkurrens. I sådant fall konsumeras dock ej rånet av mordet. 
I jurisdiktioner som tillämpar dödsstraff är rån i paritet med mord typiskt kvalificerande för en dödsdom (så exempelvis i England 1957-65, och i flertalet amerikanska delstater som behållit dödsstraffet). Även i andra rättsordningar ses det typiskt som förråande. Den sista faktiska avrättningen i Sverige, av Alfred Ander, rörde rånmord. 
Rånmord sågs även som argument bakom att införa mord som standardförseelse vid dödande vid införande av nuvarande Brottsbalken 1966, då det inte nödvändigtvis är övervägt. Tidigare hade dråp varit standardbrottet och för att bedömas som mord sågs typiskt graden av planering och förutseende som avgörande. 